# Vojtech Závodský
Vojtech Závodský [vojtěch] (25. října 1904 Žilina – 29. října 1977 tamtéž) byl slovenský fotbalista, lední hokejista, trenér, rozhodčí a činovník. Byl jedním z hlavních hybatelů sportovního života v Žilině a mj. také prvním trenérem (svazovým kapitánem) slovenské fotbalové reprezentace.
V letech 1939–1940 (Hornopovažská župa) a 1942–1943 (Trenčínská župa) byl okresním velitelem Hlinkovy gardy v Žilině.

## Hráčská kariéra
Jako student se zúčastnil zakládající schůze Slovenského fotbalového svazu, která se konala v sobotu 9. srpna 1919 v Žilině.
Chytal za fotbalový klub ŠK Žilina a byl u obou titulů mistra Slovenska z let 1928 a 1929. Patřil k zakladatelům ledního hokeje v Žilině a za tamější ŠK nastupoval jako útočník. Celou sportovní kariéru strávil v ŠK Žilina, kde ji také v roce 1938 uzavřel.
Společně s Vavrem Ryšavým (1911–1997) byli prvními dvěma hráči, kteří byli v pátek 4. prosince 2009 uvedeni do Síně slávy žilinského hokeje.

## Trenérská kariéra
Slovenská fotbalová reprezentace odehrála svoje první utkání v neděli 27. srpna 1939 v Bratislavě proti Německu a vyhrála je 2:0 (poločas 1:0) brankami Jána Arpáše a Jozefa Luknára. V tomto utkání byl svazovým kapitánem (trenérem) Slovenska Vojtech Závodský, kterému pomáhal Rudolf Hanák.
V sezoně 1938/39 se v Žilině pokoušel založit první žákovská hokejová družstva.

## Funkcionářská kariéra
Jako předseda ŠK Žilina inicioval výstavbu jak fotbalového, tak hokejového stadionu v Žilině. Roku 1999 byl po Vojtechu Závodském pojmenován žilinský zimní stadion – Zimný štadión Vojtecha Závodského, v jehož vestibulu má umístěnu pamětní desku. Od začátku sezony 2019/2020 se žilinský klub ledního hokeje opět vrátil k tomuto názvu svého stadionu.
Byl mj. náčelníkem (předsedou) Slovenského svazu ledního hokeje.

## Úmrtí
Dne 29. října 1977 se jako divák zúčastnil zápasu fotbalové ligy v Žilině, v němž domácí mužstvo ZVL porazilo bratislavský Slovan vysoko 5:1 (poločas 1:1). Krátce poté, co domácí Ivan Vrábel uzavřel skóre tohoto utkání, postihla Vojtecha Závodského mozková mrtvice, na jejíž následky téhož večera zemřel. Je pohřben na Starém hřbitově v Žilině.